# Роберто Фріджеріо
Роберто Фріджеріо (італ. Roberto Frigerio, 16 листопада 1938, Гавр — 9 квітня 2023) — швейцарський футболіст, що грав на позиції нападника.
Виступав, зокрема, за клуби «Базель» та «Лозанна», а також національну збірну Швейцарії, у складі якої став учасником чемпіонату світу 1962 року.

## Клубна кар'єра
Вихованець клубу «К'яссо», у складі якого дебютував у вищому дивізіоні країни у віці 16 років і загалом за рідну команді провів 7 матчів, забивши 4 голи. 1956 року Фріджеріо перейшов до команди «Шаффгаузен», в якій провів наступні два сезони.
Своєю грою за цю команду привернув увагу представників тренерського штабу клубу «Базель», до складу якого приєднався 1958 року. Відіграв за команду з Базеля наступні три сезони своєї ігрової кар'єри. Зігравши у п'яти товариських іграх, Фріджеріо дебютував у внутрішній лізі за свій новий клуб у виїзній грі 31 серпня 1958 року, коли «Базель» програв «Ла Шо-де-Фону» 1:2. Свій гол у чемпіонаті за базельців він забив 28 грудня в гостях, коли «Базель» переміг «Лугано» з рахунком 1:0. У наступному сезоні, 20 березня 1960 року, він забив свій перший хет-трик за «Базель», принісши своїй команді виїзну перемогу 3:2 над «Цюрихом».
Згодом з 1960 по 1963 рік грав у складі команд «Ла Шо-де-Фон» та «Лозанна», вигравши з першою командою Кубок Швейцарії, а в зимову перерву сезону 1963/64 років повернувся до «Базеля».
Під час зимових зборів сезону 1963/64 років команда вирушила у світовий тур. Вони відвідали Британський Гонконг, Малайзію, Сінгапур, Австралію, Нову Зеландію, Французьку Полінезію, Мексику та США. Головний тренер першої команди Іржі Соботка разом з 16 гравцями та 15 членами персоналу, вболівіальниками та журналістами брав участь у цьому світовому турі з 10 січня по 10 лютого 1964 року. Капітан команди Брюно Мішо знімав події на свою супер-8 керу. Подорож навколо світу включала 19 рейсів та численні подорожі автобусами та поїздами. Голова клубу Люсьєн Шмідлін керував групою, але коли вони прибули до готелю в Бангкоку, він зрозумів, що зникли безвісти 250 000 швейцарських франків. Валіза, яку він наповнив різними валютами, не була з ними. Він залишив її вдома, але, на щастя, Swiss Air змогли доставити його багаж з грошима всього за кілька днів. Під час туру було зіграно десять товариських ігор, в яких швейцарці здобули пять перемог, три нічиї і зазнали дві поразки. Фрігеріо був учасником цього туру і зіграв у 10 з цих ігор і забив 10 голів.
У сезоні 1966/67 Фріджері виграв з командою чемпіонський титул Швейцарії. «Базель» закінчив чемпіонат на відстані одного очка від «Цюриха», який фінішував на другій позиції. «Базель» виграв 16 з 26 ігор, зігравши внічию вісім разів і двічі програвши. Вони забили 60 голів, пропустивши лише 20, а Фрігеріо став найкращим бомбардиром команди з 16 голами в турнірі. У цьому ж сезоні Фріджеріо виграв із «Базелем» і кубок країни. У фіналі 15 травня 1967 року суперниками «Базеля» були «Лозанна-Спорт». Гра увійшла в історію футболу через бойкот, який вчини гравці «Лозанни» на 88 хвилині гри, коли з рахунку 1:1 арбітр Карл Геппель призначив суперечливий пенальті у їх ворота. Андре Гробеті м'яко штовхнув Гельмута Гаузера в спину, і Гаузер театрально дозволив собі впасти. Сам же «постраждалий» і реалізував покарання, після чого гравці «Лозани» відмовились продовжувати гру і демонстративно сіли на поле. Арбітр повинен був зупинити матч і «Базель» був нагороджений кубком, отримавши технічну перемогу 3:0.
Загалом у період з 1958 по 1960 рік і з 1963 по 1968 рік Фріджеріо зіграв за «Базель» 256 ігор, забивши загалом 176 голів. 144 з цих ігор були в Національній лізі А, 23 — у Кубку Швейцарії, 18 — у європейських змаганнях (Кубок Альп, Кубок ярмарків, Кубок європейських чемпіонів), 71 — товариські. Він забив 74 голи у внутрішній лізі, 22 — у Кубку Швейцарії, 7 — у європейських змаганнях, а інші 73 були забиті під час тестових ігор. Найбільша кількість голів, які він забив за «Базель» у одному матчі чемпіонату, було чотири, і це було 29 жовтня 1966 року в домашній грі на «Ландгофі», коли «Базель» виграв 10:0 у «Мутьє». Найбільша кількість голів, які він забив за «Базель» у тестовому матчі, — шість. Цього вдалося досягти двічі, 16 лютого 1966 року в матчі проти «Блек Старз» (Базель) (9:0), і в липні проти місцевого клубу «Алшвіль» (9:0).
Завершив ігрову кар'єру у команді «Беллінцона», за яку виступав протягом 1968–1971 років.

## Виступи за збірну
Не зігравши жодного матчу у складі національної збірної Швейцарії, він поїхав з командою на чемпіонат світу 1962 року у Чилі, де, втім, теж не зіграв. Свій перший і єдиний матч за збірну Роберто провів 3 травня 1967 року, зігравши в товариській грі проти Чехословаччини (1:2).

## Титули і досягнення
- Чемпіон Швейцарії (1):

«Янг Бойз»: 1966–67
- Володар Кубка Швейцарії (2):

«Ла Шо-де-Фон»: 1960–61
«Янг Бойз»: 1966–67